# Gare de Tongjongho
La gare de Tongjongho (en coréen : 동정호) est une gare ferroviaire nord-coréenne située dans l'arrondissement de Tongchon et la province du Kangwon. Elle est desservie par la ligne Kumgangsan.

## Histoire
La gare, d'abord appelée gare de Chadong, est ouverte par la Chemin de fer gouvernemental de Chosen (en) le 1er septembre 1929, en même temps que le reste du tronçon originel de la ligne Tonghae Pukpu entre Anbyon et Hupkok.